# Гемпенс
Гемпенс (нід. Hempens) — село в нідерландській провінції Фрисландія. Входить до муніципалітету Леуварден.
Його площа становить 0,93км², а населення станом на 2021 рік складало 285 осіб.
Перша згадка про населений пункт датується 1463 роком.

## Галерея

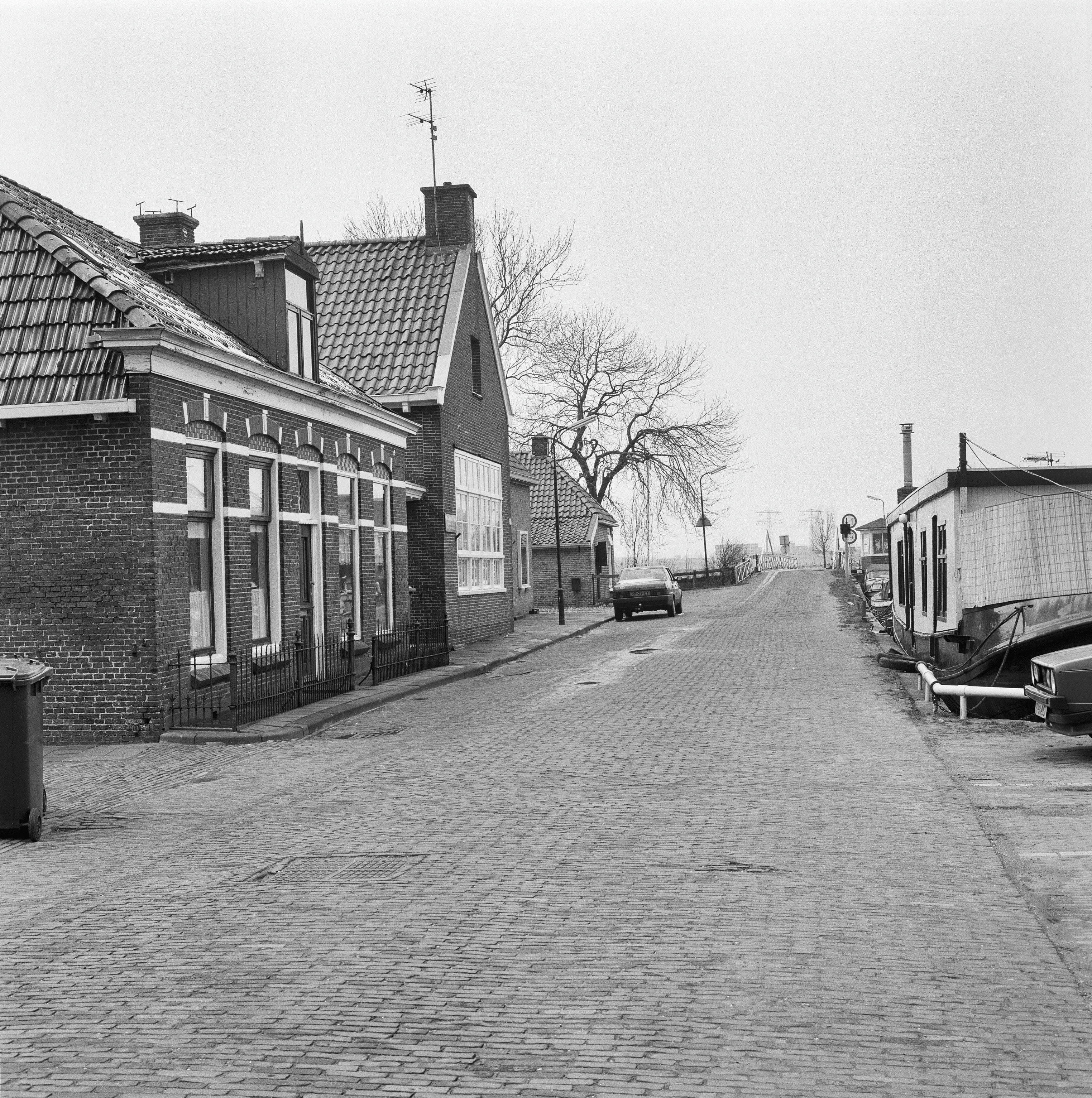
Вулична панорама
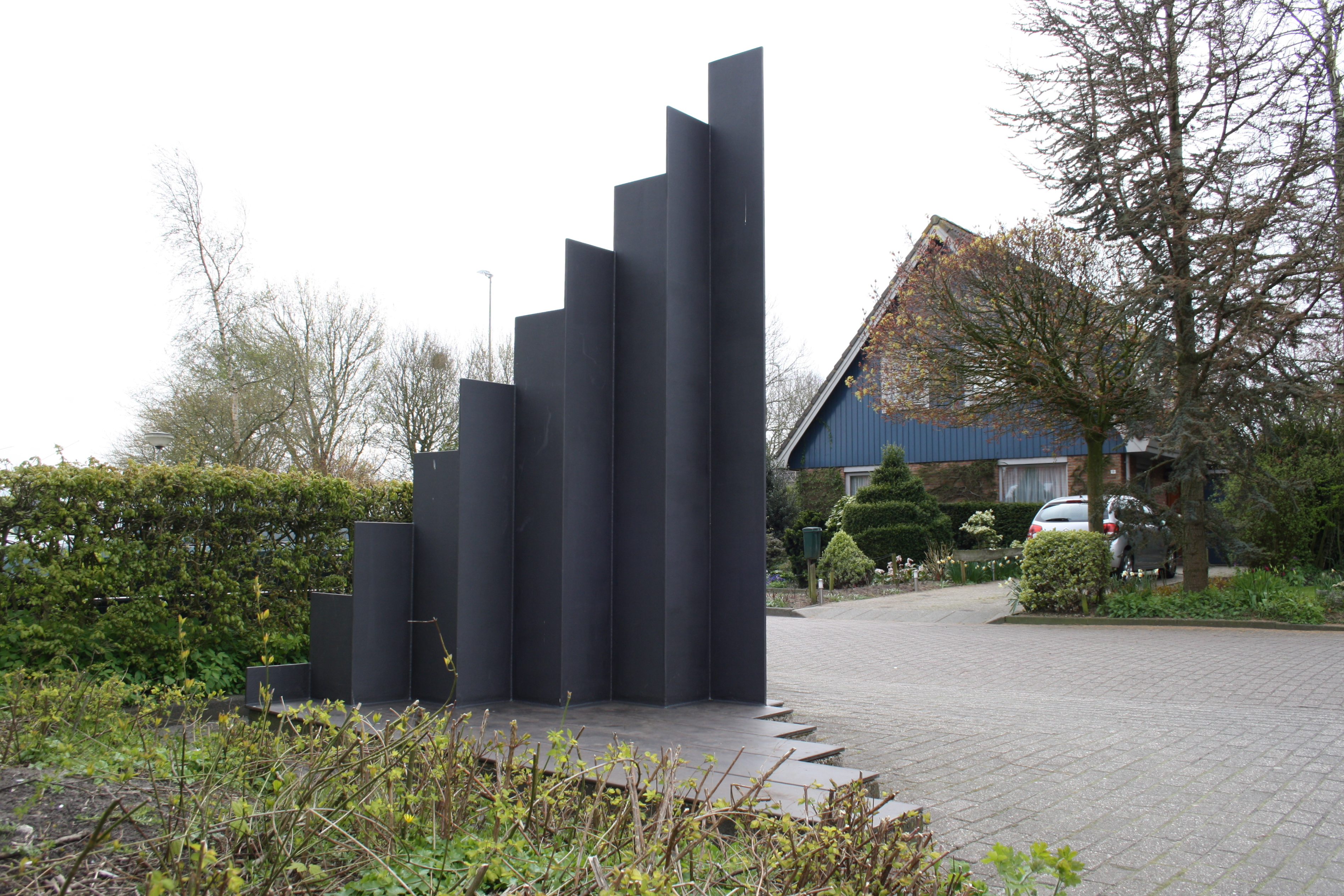
Арт-об'єкт у Гемпенсі
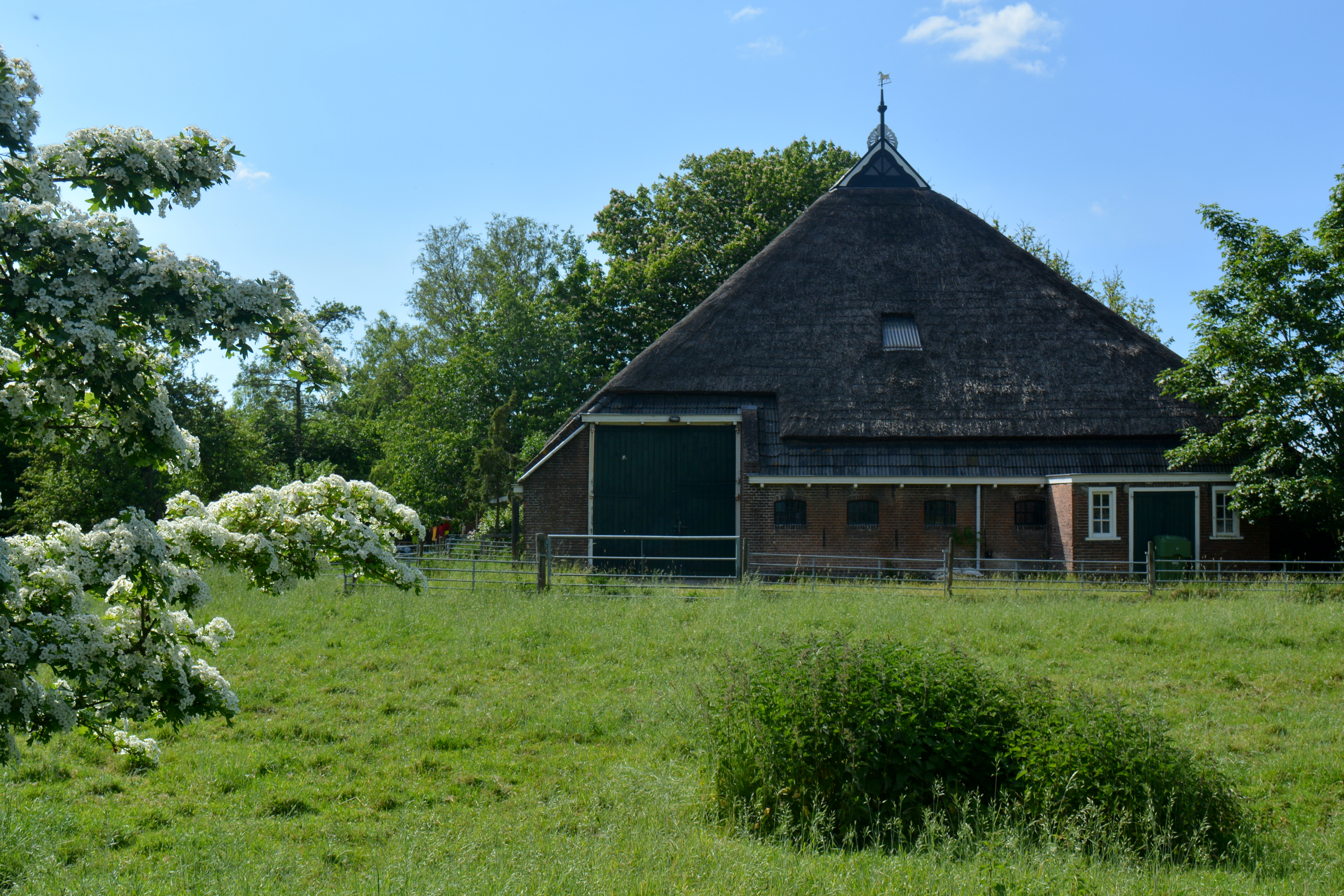
Ферма у Гемпенсі